# Imame
Imame, imamo ou imã (/ɪˈmɑːm/; em árabe: إمام imām; plural: أئمة aʼimmah lit. "guia espiritual", "condutor") é um título muçulmano que designa o sacerdote encarregado de dirigir as preces na mesquita. Historicamente foi um título dado aos professores de direito e teologia islâmicas e aos califas, bem como é usado pelos soberanos do Iêmem. Designa-se por imamato ou imamado (em árabe: الإمامة; romaniz.: imāma; lit. "liderança suprema") o cargo ou dignidade de um imã, o território sob sua alçada e/ou sua missão espiritual.

## Antecedentes históricos

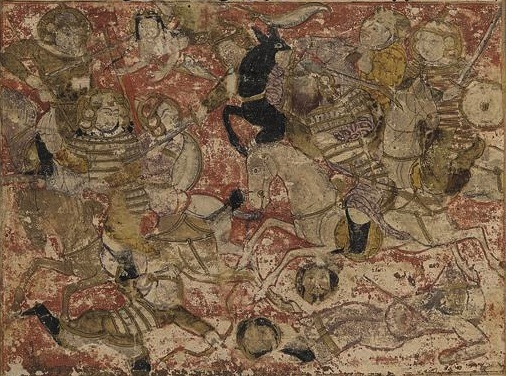
Iluminura do século XIV representando a Batalha de Sifim, um dos confrontos entre e Ali

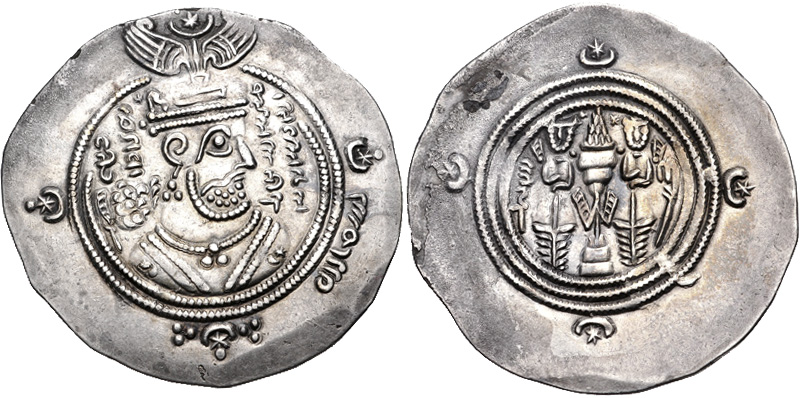
Dracma de r.

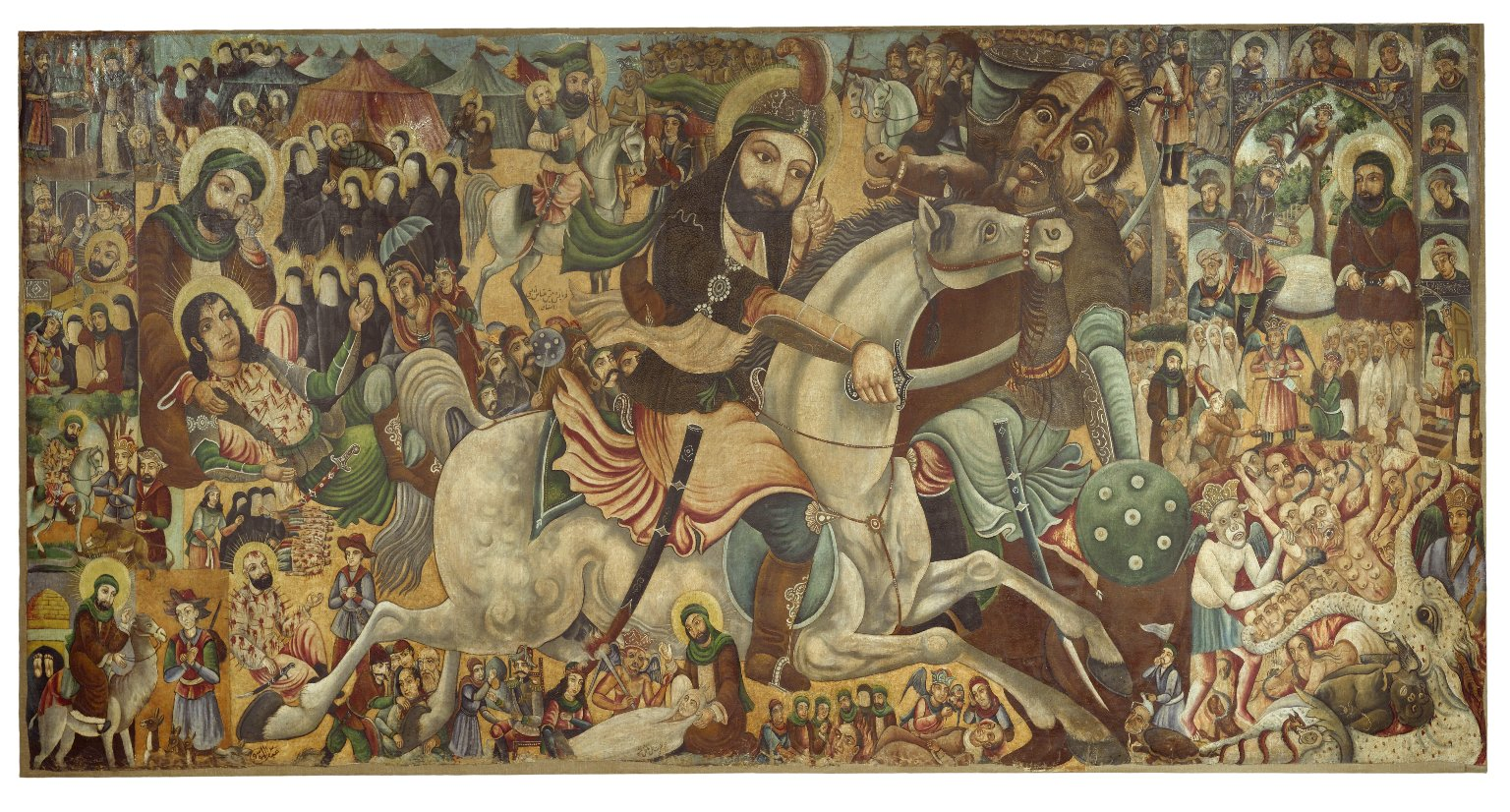
Pintura a óleo de 1868/1933 de Abaz Almuçavi retratando a Batalha de Carbala

A noção de imamato já começa a surgir nos primeiros tempos do islã. Com a morte de Maomé e a nomeação de Abacar (r. 632–634) como "vigário do Mensageiro de Deus" (Califate Raçul Alá, Khalifat Rasul Allah), a autoridade da comunidade muçulmana continuou sob um líder único, ao mesmo tempo que favoreceu o direito preferencial ao imamato dos companheiros coraixitas de Meca do profeta e negou implicitamente qualquer direito sob a relação sanguínea com ele. Esse princípio, porém, não permaneceria inalterado e logo seria discutido com a primeira crise do Califado Ortodoxo com a revolta contra Otomão (r. 644–656). Ao fim da guerra civil, Moáuia I (r. 661–680) torna-se califa e a comunidade ficou dividida sobre a crença do imamato legítimo. Defensores de Otomão como califa, os otomânidas (uthmaniyya), repudiaram a revolta e subsequente califado de Ali (r. 656–661), ao passo que entre os otomânidas havia, além dos partidários de Moáuia, os defensores dos princípios do primeiro califado, sobretudo o direito das primeiras famílias não haxemitas que acompanharam o profeta e que viviam sobretudo em Medina.
Apesar de criticado em vida, muitos membros da comunidade não apoiaram Ali e favoreceram a ideia de que a morte de Otomão foi injusta. Desse modo, embora também não favorecessem Moáuia, aceitaram-o pelo bem da unidade. Os partidários de Ali, chamados xiitas, sustentam a justeza da revolta contra Otomão, que em sua posição perdeu o direito ao califado por seus atos injustos. Para confrontar a reivindicação de Moáuia como vingador do assassinado Otomão, os xiitas buscaram uma liderança dentro do clã de Maomé, especialmente entre os filhos de Ali, de modo a restabelecer o imamato justo; apesar de assim fazerem, não repudiam Abacar e Omar (r. 634–644). A crença de que Ali foi divinamente nomeado herdeiro de Maomé e recebeu poderes sobrenaturais, comumente atribuídos pelas fontes ao sobretudo lendário Abedalá ibne Saba, é marginal. Das fileiras do xiismo surgiram os carijitas, dissidentes que repudiam Ali a partir do momento que concordou com uma arbitragem de seu conflito com Moáuia, mas igualmente repudiam Moáuia como rebelde contra o califado inicialmente legítimo de Ali.
Com a Segunda Guerra Civil após a morte de Moáuia em 680 e o estabelecimento dos omíadas como uma dinastia, as fronteiras entre xiitas e otomânidas se acentuaram. Os apoiantes das tradições do primeiro califado, após a tentativa falha de Abedalá ibne Zobair para restaurá-los, perderam suas esperanças. Eles idealizaram o período dos primeiros três califas e embora apoiassem o governo omíada, em contraste com os apoiantes sírios dos omíadas, não consideravam esse governo como parte do califado genuíno, que para eles acabou como Otomão. Em 680, a morte de Huceine e Haçane, filhos de Ali e netos de Maomé, na Batalha de Carbala nas mãos dos omíadas, aumentou a tendência radical dos partidários de Ali. Sob Almoquetar Atacafi, os elementos radicais cindiram do ramo conservador xiita sob pretexto de que a comunidade se perdeu ao negar o direito divino de Ali à sucessão do profeta e por aceitar o califado de Abacar e Omar. Esperavam com isso restaurar a justiça sobre a terra através do triunfo de seu imã Maomé ibne Hanafia, a quem atribuíram o papel messiânico de Mádi.
Em vista da radicalização xiita, o movimento dos murjitas, iniciados por Haçane ibne Maomé ibne Hanafia, tentou aproximar os xiitas moderados e otomânidas. Os primeiros murjitas creram na superioridade de Abacar e Omar em relação aos últimos califas e submeteram o caso de Otomão, Ali e os demais partidários da guerra civil ao julgamento de Deus. Aceitaram o Califado Omíada como decretado por Deus, sem necessariamente justificar sua conduta, e se opuseram a qualquer violação da paz da comunidade. Os carijitas, após falharem em persuadir Abedalá ibne Zobair a apoiá-los, declararam guerra intransigente à comunidade como um todo e começaram a escolher seus próprios imãs. Os desacordos em relação ao tratamento de muçulmanos não carijitas e outros assuntos dividiram cada vez mais suas fileiras.

## Sunismo

### Histórico
A doutrina sunita do imamato foi determinada pelo interesse, comum de otomânidas e murjidas, de defender a unidade e paz interna da comunidade muçulmana sob o califado histórico contra a ameaça imposta por movimentos oposicionistas, não implicando, porém, apoio inapto do registro do califado histórico; essa doutrina faz distinção entre o primeiro califado dos califas bem guiados (raxidune), o vigariato da profecia (khilafat al-nubuwwa), e o imamato posterior, que tinha caráter de reinado mundano (mulk) e também englobou imãs injustos e opressivos. Apenas os bem guiados cumpriam as condições do verdadeiro imamato e seus atos e decisões foram unidos na suna. Nas controvérsias com os partidos da oposição, a legitimidade de seu governo e a justiça de seus atos eram regularmente defendidas contra qualquer crítica. Essa distinção é melhor representada na doutrina tradicionalista sunita como foi formulada no hádice canônico e nos credos hambalista e axarita.
No início do Califado Abássida a opinião tradicionalista de Medina, Baçorá, Bagdá e Síria geralmente apoiou a visão otomânida que restringia o Califado Ortodoxo aos primeiros 3 califas e rejeitava o califado de Ali. Porém, o tradicionalismo de Cufa que firmemente endossou a inclusão de Ali entre os califas bem guiados espalhou-se rapidamente. Mais adiante, Amade ibne Hambal, que de início apoiou a doutrina otomânida, também endossou essa visão e pelo século X o califado dos 4 bem guiados tornou-se dogma sunita indisputado. A doutrina hambalita e axarita insistiu fortemente que os quatro califas foram classificados em excelência de acordo com seus califados, condizendo com a visão desses credos de que apenas o mais excelente (alfdal) na comunidade islâmica poderia ser o califa legítimo. O imamato do menos excelente (almafdul), para os axaritas, é o reinado mundano.

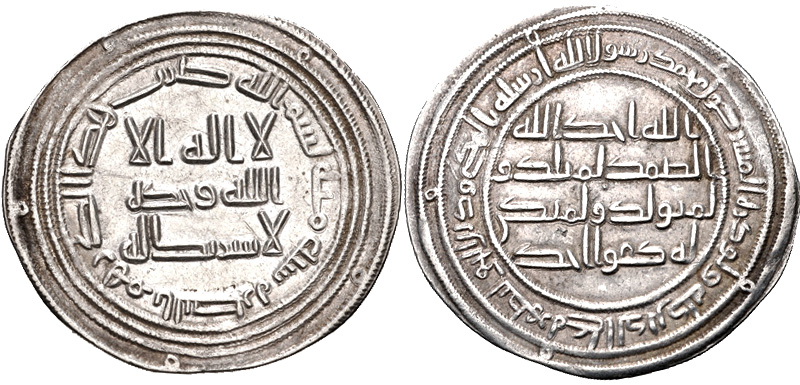
Dirrã de r.

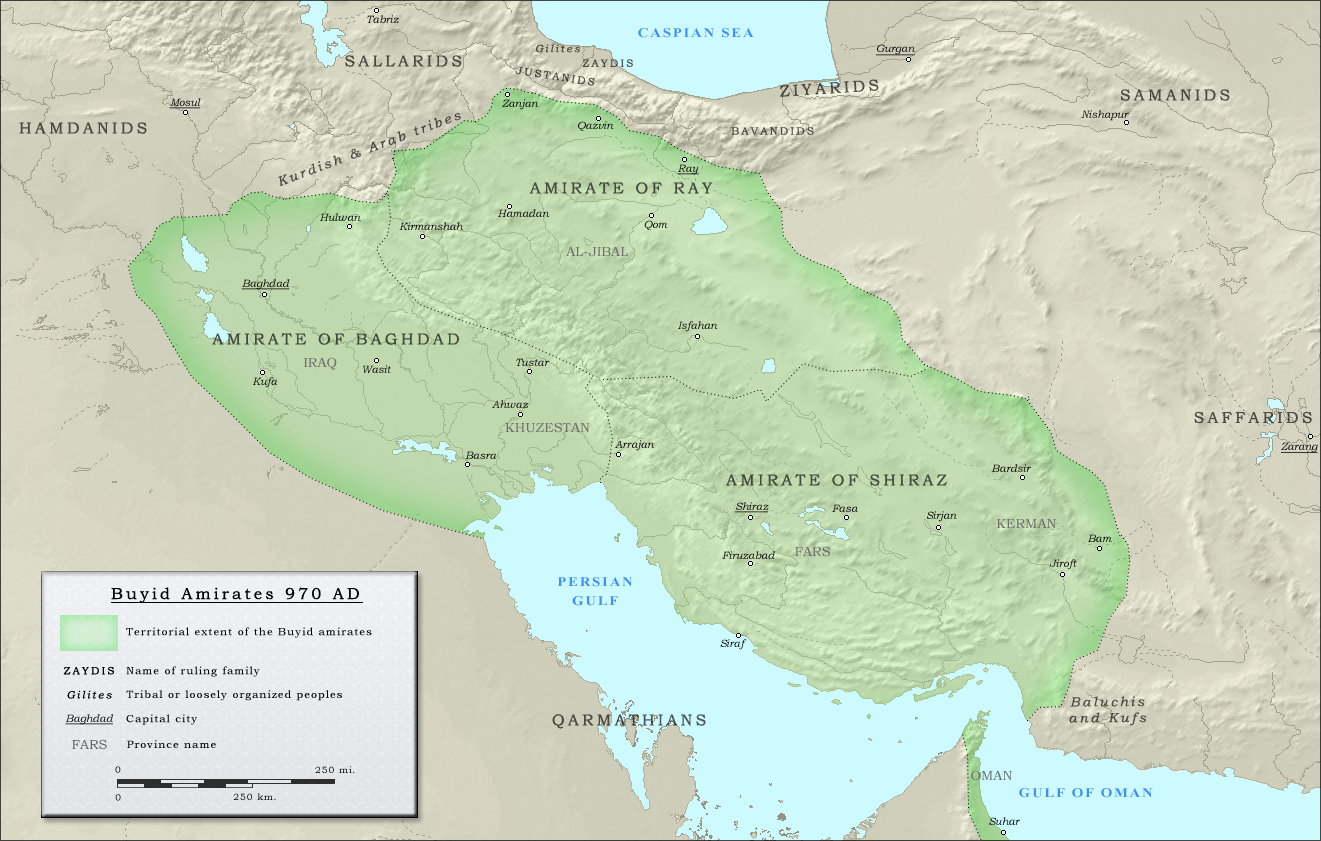
Império Buída ca. 970

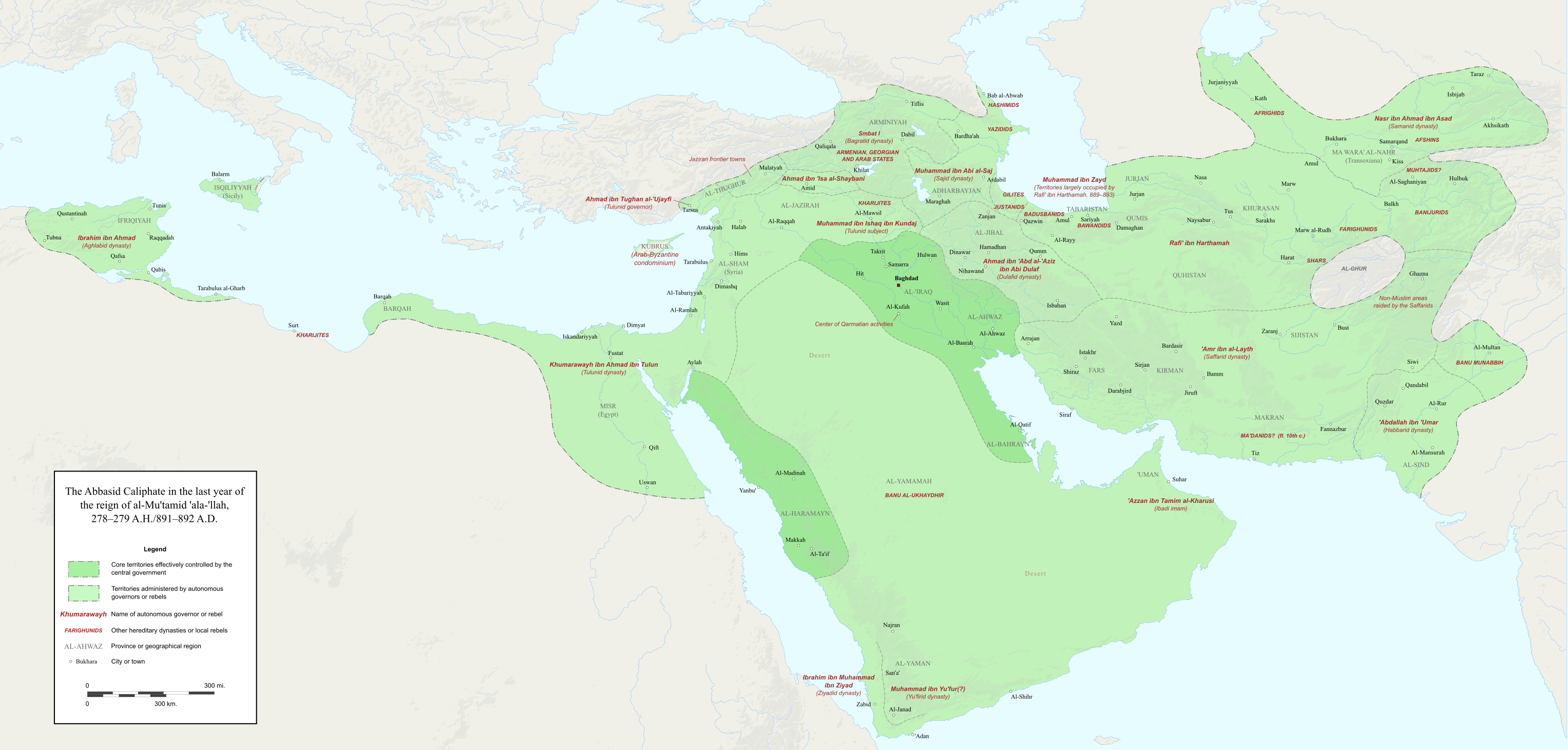
Califado Abássida ca. 892. A essa altura a autoridade califal estava muito debilitada, e o Estado se fragmentou em vários emirados localmente governados

Na visão tradicionalista os califas que sucederam os bem guiados chegavam próximos de possuir as condições ideais do califado, como foi frequentemente afirmado ao pio Omar II (r. 717–720), porém não havia qualquer expectativa de que o vigariato da profecia podia ser restaurado ao passar dos 30 anos que duraria segundo um hádice famoso. Ao imamato posterior havia apenas condições mínimas. O imã tinha de ser muçulmano e coraixita e o imamato podia ser obrigatório sem qualquer ato de reconhecimento pela comunidade muçulmana; Amade ibne Hambal especificamente afirmou que havia validade no imamato por usurpação (galaba). Enquanto o muçulmano não deve se envolver numa guerra civil quando não há imã, são incumbências dele a obediência absoluta e apoio ativo do imã estabelecido, seja ele justo ou opressivo, piedoso ou depravado, exceto em caso de violação da xaria. O imamato pode ser perdido apenas através da apostasia ou negligência do dever do imã de providenciar a oração comunal, como afirmado no hádice.
A doutrina hanafismo e maturidismo inicial aproximavam-se das visões tradicionalistas; Abu Hanifa, que pertencia aos murjidas, não expressou preferência entre Otomão e Ali, mas classificou-os abaixo de Abacar e Omar. Essa visão foi tida como legítima em alguns credos hanafitas, mas a maioria adotou uma hierarquia segundo a ordem de sucessão. Segundo uma fonte antiga, Abu Hanifa também estipulou o imamato do "mais excelente", o que estava de acordo com o endosso do hádice restringindo o califado por 30 anos em alguns credos hanifitas. Em contraste com os hambalitas, os hanafitas raramente citam o imamato após os califas bem guiados e a obrigação de obedecer ao comando estava implícita na proibição de erguer sua espada contra outros muçulmanos.
A doutrina desenvolvida pelo chafeismo e a escola calâm do culabismo se associaram e influenciaram consideravelmente o axarismo depois de Baquilani (m. 1013). A doutrina chafeíta não restringiu o imamato legítimo ao mais excelente, mas considerou a possibilidade de nomeação do menos excelente, sobretudo se escolhê-lo evitaria a discórdia. Axafi e outros chafeítas proeminentes relatadamente classificaram Ali como mais excelente que Otomão (embora abaixo de Abacar e Omar), situando-o como o imamato "menos excelente". Tal postura menos rígida permitiu aos chafeítas lidar com o pós-Califado Ortodoxo como uma espécie de imamato que deveria ser julgado por padrões derivados do califado original. Um sistema legal compreensivo, fortemente influenciado pela teoria mutazilita, foi elaborado para definir as qualificações, investidura e funções do imã. Esse desenvolvimento chegou a seu zênite com Alboacém, cuja obra al-Ahkam al-Sultaniyya tornou-se amplamente aceita como exposição autoritativa da doutrina sunita sobre o imamato.
A obra, escrita no tempo do ressurgimento do Califado Abássida no fim do período buída, almejava fortalecer as bases do atual califado no direito divino ao mesmo tempo que discutiu pela primeira vez o vizirado e o emirado que usurpou boa parte do califado, legitimando seu desenvolvimento desde o califa mantivesse total autoridade sobre seus ofícios. Sua obra foi imitada imediatamente pelo hambalita Alcali Abu Iala (m. 1066), que aceitou a exposição de Alboacém, alterando-a apenas nos pontos que divergiam da tradição hambalita. Porém, contrariou Alboacém ao reafirmar a validade do imamato por usurpação e negou a perda do imamato por imoralidade, injustiça, ou heterodoxia. Entre os maturiditas hanafitas, Abul Iúcer Bazdavi (m. 1099) discutiu muitas das doutrinas chafeítas, modificando-as ao ponto de vista da tradição hanafita. A ascensão da avaliação sunita do pós-Califado Ortodoxo nesse momento é reflexo do esforço do hambalita Abu Iala e o axarita Abacar Alfuraqui (m. 1085-1086) para provar a legitimidade do imamato de Moáuia além daquele dos quatro bem guiados.

Império Seljúcida ca. 1092

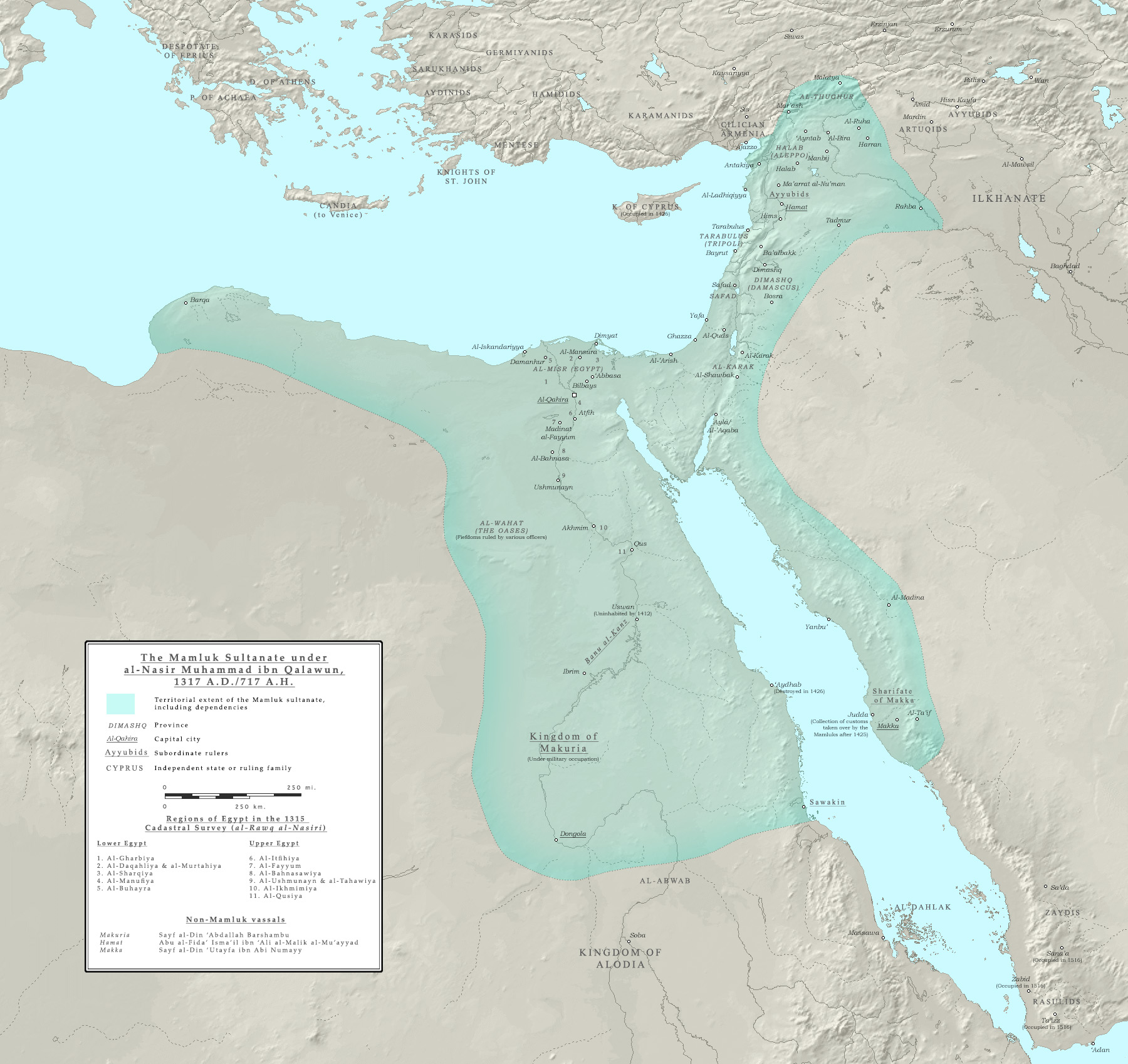
Sultanato Mameluco do Cairo ca. 1317

O pensamento sunita do imamato, intimamente ligado ao Califado Abássida coetâneo a Alboacém, continuou a reagir às mudanças de sua fortuna. Já Algazali (m. 1111), impressionado com o poderoso Império Seljúcida, via o califa como meramente o representante chefe do islamismo, estabelecido pela promessa de fidelidade do governante efetivo cujo governo, por sua vez, é legitimado por seu reconhecimento formal por parte do califa. Esse reconhecimento da legitimidade das instituições políticas foi motivado, como Algazali notou, pela necessidade primordial de preservar a legalidade dos atos dos governadores e juízes em todo o império. A preservação da legalidade na execução da xaria torna-se uma questão fundamental após o fim do califado de Bagdá (1299, com a conquista mongol). No Oriente, que por décadas ficou sob controle de não muçulmanos, Taftazani (m. 1389) afirmou que a legalidade dos atos jurídicos não podia defender da presença de um imã coraixita qualificado num tempo quando era impossível estabelecer tal imã devido a predominância de erro e tirania. Mesmo o Califado Abássida estabelecido no Cairo pelo Sultanato Mameluco foi praticamente ignorado pelos juristas sunitas escrevendo sob o regime mameluco como ibne Taimia (m. 1328) e ibne Diamaca (m. 1332). Considerando o exercício real do poder como essencial para o imamato, eles implicitamente investiram suas funções ao governante de fato.
Em contraste com Algazali, os juristas não mais ligaram a legitimidade do governante ao reconhecimento nominal pelo califa. O hádice restringindo o califado a 30 anos, após o qual a realeza mundana tomaria o seu lugar, foi novamente citado novamente e dominou o pensamento sunita. Uma vez que a realeza pertencia ao possuidor do poder independentemente de qualificações, as qualificações do imã estipuladas na doutrina clássica poderiam ser ignoradas ou expressamente dispensadas pela doutrina da necessidade (durara). A doutrina clássica foi revisada em parte alguma, mas foi tratada como estando suspensa. Após Aljuaini e Algazali, estudiosos sunitas posteriores frequentemente enfatizaram que o imamato propriamente pertencia às questões jurídicas derivadas (furu*-), não aos fundamentais da religião (uçul aldim), embora tradicionalmente fosse discutido nos trabalhos uçul e não nas exposições da lei. Esta consideração, originalmente destinada a contrariar a visão xiita colocando o imamato no centro da religião, agora servia para mitigar o impacto da percepção de que o imamato, de fato, não já existia mais. Os credos sunitas posteriores comumente não se referiam ao imamato de todo ou citavam apenas o Califado Ortodoxo.
A atitude sunita moderna em relação ao imamato variou. A necessidade de um imamato definido pela religião foi por vezes totalmente negada, como pelo trato sobre o califado endossado pela Grande Assembleia Nacional Turca em apoio a abolição do Império Otomano em 1922 e pelo egípcio Ali Abedal Razique em seu tratado al-Islam wa-Usul al-Hukm (1925). Outros advogaram pela restauração do imamato universal modelado a partir do ideal Califado Ortodoxo como as propostas detalhadas do sírio Raxide Rida discutidas em seu livro al-Khalifa aw al-Imama al-'Uzma (1923). Básico no pensamento modernista sobre o imamato e o governo islâmico é a ênfase no governo por consulta (xura) e na eleição como o único modo de estabelecer o imã. Esses princípios são vistos como os traços que distinguiam o califado ortodoxo justo do despotismo do califado posterior.

### Doutrina

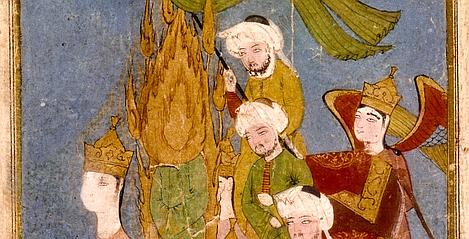
Trecho de iluminura do século XVI de Maomé (representado por uma chama) e os três primeiros califas Abacar, Omar e Otomão, no cavalo mítico Buraque

Dois são os principais pontos da doutrina sunita completamente desenvolvida do imamato. O primeiro é que o estabelecimento de um imã é permanentemente obrigatório (uajibe) na comunidade, segundo a doutrina comum com base em suas funções sob a lei revelada, não em bases racionais. O segundo é que se pode haver apenas um único imã por vez, exceto no caso de dois países separados pelo mar que pode evitar ajuda militar; a doutrina carramita de que Ali e Moáuia foram imãs ao mesmo tempo foi rejeitada. Dentre as qualificações ao imamato havia: descendência coraixita, conhecimento da lei como requisito à magistratura, probidade (cadla) como requisito ao testemunho legal e capacidade de executar os deveres políticos e militares do ofício. O imã pode ser investido através da nomeação (ahd) por seu predecessor ou por eleição (ikhtiyar).
A visão comum sustenta que Abacar foi eleito ao califado, enquanto outra visão, apoiada por vários estudiosos sunitas proeminentes como Haçane de Baçorá, Abzeme e ibne Taimia, sustenta que foi nomeado por Maomé. Seja como for, qualquer muçulmano de probidade, com conhecimento sobre a natureza do imamato e discernimento na escolha de um candidato adequado, era qualificado como eleitor. Os pontos de vista sobre o número de eleitores ou "pessoas do ligar e desligar" (ahl al-hall wa l'akd) necessários à eleição variaram de apenas um, comum à doutrina axarita, à "generalidade" (djumhur) dos eleitores, estipulada por Abu Iala. A eleição não foi concebida como uma livre escolha entre os candidatos, mas a seleção do "mais excelente", com a eleição do menos excelente, se qualificado, cabendo apenas dependendo da situação.
O imamato era invalidado através da perda de aptidão mental ou física ou perda de liberdade; para muitos chafeítas foi confiscado pela perda de probidade através da imoralidade, injustiça e heterodoxia, um posicionamento negado pela doutrina hambalita e hanafita. Os deveres do imã consistem em guardar a fé contra a heterodoxia, aplicar a lei e justiça sobre grupos em disputa, dispensar punições legais (hudude), proteger da paz no território do islã e defendê-la contra inimigos externos, conduzir a jiade contra aqueles que resistem à supremacia do islã, receber esmolas, impostos e o quinto do saque, distribuir a receita segundo a lei, e nomear homens confiáveis e sinceros para delegar autoridade.

## Mutazilismo

### Histórico

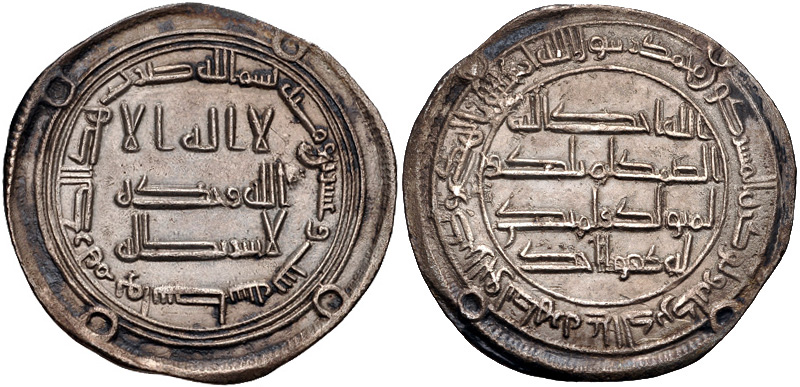
Dirrã de r.

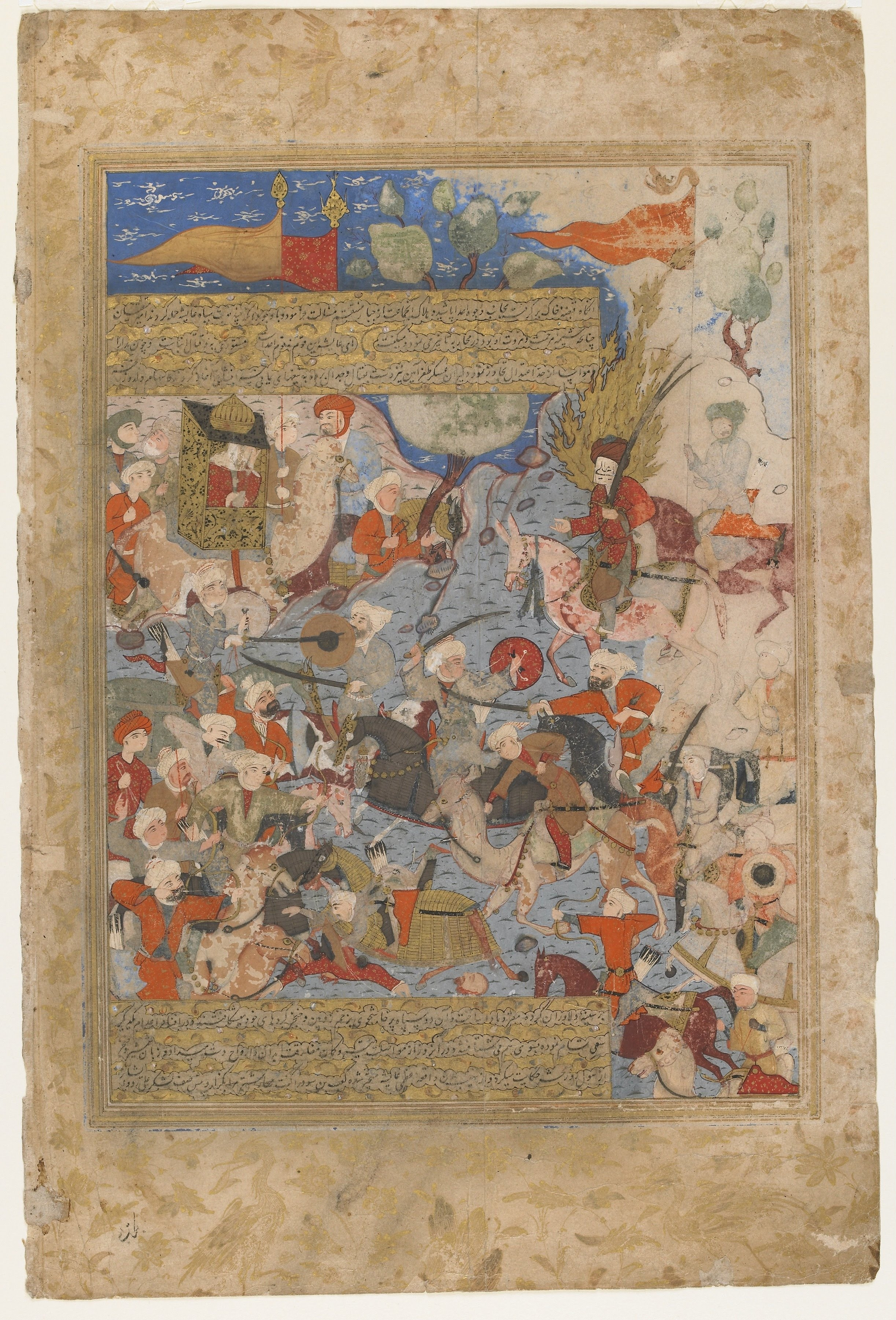
Iluminura de 1571 de Ali e Aixa na Batalha do Camelo

O mutazilismo surgiu no final do Califado Omíada com o objetivo de reunir a comunidade muçulmana numa solução de compromisso das disputas entre os grupos político-religiosos. Sobre o imamato, o mutazilismo, concordando com o carijismo, enfatizou a necessidade de um imã justo e a obrigação da comunidade de remover um imã injusto, se necessário pela força. A justiça no imã implicava a crença correta em consonância com a teologia mutazilita e conformidade com a lei divina na vida privada e governo. Os mutazilitas, porém, se opunham a condenação carijita de Otomão, Ali, Talha, Zobair e seus apoiantes como infiéis. Os pontos de vista dos primeiros mutazilitas divergiam ligeiramente acerca do conflito entre Otomão e os rebeldes contra ele bem como o conflito entre Ali e seus oponentes na Batalha do Camelo. Embora fosse senso comum que um dos lados do conflito devia ser errado, o julgamento sobre qual deles o era foi negligenciado. Mesmo se um partido fosse definitivamente julgado como errado, havia hesitação em condená-lo como pecador (fasik). A doutrina mutazilita posterior, porém, absolveu Ali e Otomão de qualquer culpa e condenou os rebeldes contra Otomão. Pensou-se que Aixa (uma das esposas de Maomé), Talha e Zobair se arrependeram de sua rebelião contra o legítimo imã antes de sua morte e condenaram seus seguidores impenitentes.
Moáuia foi quase condenado por unanimidade como facique ou mesmo como infiel. Embora o Califado Omíada era geralmente visto com aversão, não foi rejeitado em princípio. Os omíadas Omar II e Iázide III foram comumente considerados como imãs legítimos. A atitude quanto aos califas abássidas foi divisiva. Enquanto alguns viam-os favoravelmente, outros aliavam as revoltas álidas; a doutrina mutazilita posterior tornou-se consideravelmente pró-álida. O imamato do filho de Ali, Haçane, foi doutrina comum após Aljubai (m. 1025). O cádi Abedal Jabar ibne Amade em seu K. al-Mughni defende o imamato dos álidas Haçane, Huceine, Zaíde ibne Ali, Maomé Nafes Zaquia e seu irmão Ibraim. Os primeiros mutazilitas baçoranos classificaram Abacar na mais alta excelência após o profeta e geralmente sustentaram que o imamato legítimo era restrito ao mais excelente na comunidade. A escola bagdali, que se desenvolveu cerca de meio século após a escola baçorana, classificou Ali acima de Abacar e consequentemente afirmou a legitimidade do imamato do menos excelente. Os baçoranos Abu Ali Aljubai e seu filho Abu Hixame, grandes autoridades do mutazilismo posterior, deixaram a questão da superioridade de Abacar ou Ali em aberto e consideram que o imamato do menos excelente seria permissível dependendo da situação. Abu Abedalá de Baçorá (m. 977) e Abedal Jabar em sua doutrina posterior definiram a superioridade de Ali.

### Doutrina
O antigo mutazilismo, em acordo com a doutrina carijita, geralmente não restringiu o imamato aos membros dos coraixitas. Dirar ibne Anre afirmou que, na situação de dois candidatos de outro modo iguais estiverem competindo pela posição, se deve dar preferência ao não coraixita, ao passo que a maioria dos mutazilitas, nesse caso, optavam pelo coraixita. A doutrina mutazilita posterior manteve que nenhum não coraixita deveria tornar-se imã se um coraixita qualificado estivesse disponível. O estabelecimento de um imã foi considerado obrigatório na comunidade exceto por um grupo de mutazilitas precoces inclinado ao ascetismo, que afirmava que a comunidade deveria escolher líderes à jiade e oficiais para outras funções necessárias regularmente de modo a frustrar quaisquer ambições pelo poder mundano. A maioria dos mutazilitas rejeitou a visão de que o estabelecimento do imã era obrigatório segundo bases racionais, o que era admitido por Aljaiz, Abu Alcacim de Bactro e Abu Huceine de Baçorá. A doutrina comum insistiu que deveria haver apenas um imã por vez; apenas Abacar Alaçame (m. 816/817) afirmou que, dado o tamanho do mundo islâmico à época, cada cidade deveria escolher seu imã. Em todos os demais aspectos, a doutrina mutazilita converge com a doutrina sunita.

## Xiismo

### Zaidismo

#### Histórico

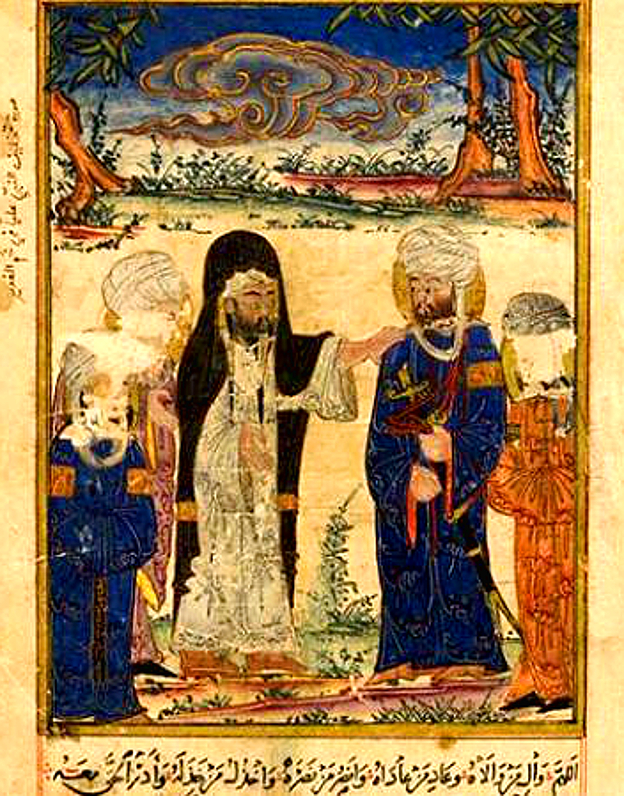
Iluminura de 1307/1308 da investidura de Ali

Califado Idríssida (zaidita)

Emirado Álida (zaidita) do mar Cáspio

Os zaiditas, apoiantes da revolta de Zaíde ibne Ali em 740, não reconheceram uma linhagem hereditários de imãs, mas estavam dispostos a apoiar qualquer membro dos alal baite (ahl al-bayt) que reivindicasse o imamato ao "insurgir" (khurudi) contra governantes ilegítimos. Alguns dos primeiros zaiditas já no século X consideraram todos os descendentes do pai de Ali, Abu Talibe, como elegíveis, enquanto a doutrina geral restringiu o imamato aos descendentes de Haçane e Huceine. No século VIII, o zaidismo estava doutrinariamente dividido em dois grupos principais, os batritas (batriyya) e jaruditas (jarudiyya). Os primeiros seguiam as tradições moderadas do xiismo de Cufa da validade do imamato de Abacar e Omar e aquele de Otomão durante seus primeiros seis anos, período que Ali jurou lealdade. Eles repudiavam Otomão em seus últimos seis anos, tal como repudiavam todos os oponentes de Ali. Consideravam Ali o mais excelente dos homens após o profeta, o que permitia o imamato ao menos excelente. Os jaruditas, adotando a visão mais radical do imamismo, rejeitaram o imamato dos primeiros três califas e mantiveram que o profeta investiu Ali como seu executor (uaci, wasi) por designação (nass). Assumindo que a maioria dos companheiros se perderam seguindo Abacar e Omar, diferente dos batritas, rejeitaram a tradição da lei por eles proferida e contaram para conhecimento religioso com os descendentes de Haçane e Huceine como um todo, não meramente aqueles reconhecidos como imãs. Do século IX em diante, as tendências dos jaruditas prevaleceram no zaidismo.

#### Doutrina
A doutrina zaidita já estava plenamente desenvolvida no século X a partir de discussões com representantes da doutrina mutazilita e imamita. Nela o estabelecimento de um imã é obrigatória à comunidade, segundo a visão comum devido a suas funções sob a lei revelava e não por bases racionais. Os primeiros três imãs, Ali, Haçane e Huceine foram investidos por Maomé através de designação (nass). Essa designação foi obscura (cafi, gair jali; khafi, ghayr djali) de modo que seu significado pretendido poderia ser descoberto apenas por investigação. Tal doutrina, diferente daquela dos imamitas, tendia a aliviar o pecado da antiga comunidade muçulmana por desobedecer as ordens do profeta. Após Huceine o imamato pertenceu a qualquer descendente qualificado que se ergueu contra governantes ilegítimos. O imamato torna-se legalmente válido por meio da "chamado" formal à lealdade (da'wa) e "insurreição" (khurudi), não através de eleição (iquitiar) e contrato (akd).
As qualificações para tornar-se imã, para além de ser descendente de Ali, são essencialmente as mesmas que a doutrina sunita e mutazilita, com ênfase no conhecimento de assuntos religiosos, habilidade para fazer julgamentos independentes (idjtihad) em direito, piedade, integridade moral e coragem. Perde-se o imamato pela falta de quaisquer qualificações, em particular por ofensas morais. Apenas o mais excelente pode ser o imã legítimo e se um candidato mais excelente que o atual imã insurgir e reclamar o imamato, o imã deve entregar sua posição a ele; essa qualificação foi rejeitada por algumas autoridades zaiditas posteriores. A doutrina prevalente admite apenas um imã por vez, porém, dada a existência de duas comunidades zaiditas separadas nas zonas costeiras ao sul do mar Cáspio e Iêmem em alguns momentos, houve situações excepcionais nas quais se reconheceu dois imãs. Deve haver alguém qualificado ao imamato a qualquer momento e a ciência de sua existência após emitir seu chamado à lealdade é de responsabilidade de todo muçulmano.
A lista de imãs reconhecidos nunca foi absolutamente fixada, mas há consenso sobre a maioria. Os requisitos ao imamato, em particular a erudição religiosa, excluíram muitos pretendentes e governantes álidas. Eles podem ser reconhecidos como imãs restritos (muhtasibun/muktasida) ou "convocadores" (du'at), em contraste com os imãs completos (sabikun). Apenas o zaidismo iemenita tardio desenvolveu uma doutrina formal sobre a convocação do imamato (ihtisab). As funções do imã mutácibe foram definidas como "ordenar o próprio e proibir o impróprio", defendendo a comunidade contra agressão externa e protegendo os direitos do fraco. Ele não foi autorizado a liderar a oração comunal, coletar esmolas e impostos, travar guerra ofensiva e executar punições legais.

### Imamismo

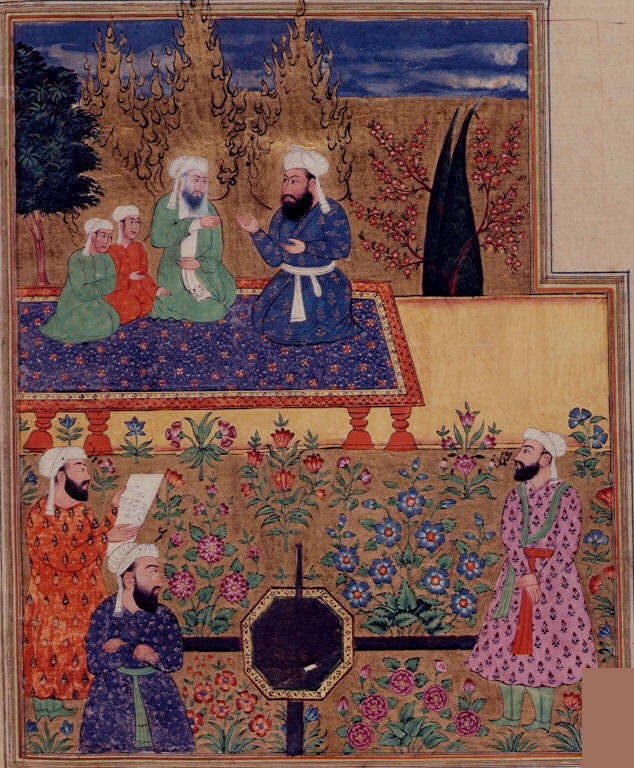
Iluminura do século XVII do manuscrito Cavarnama. Nele, Maomé, Ali, Huceine e Haçane (figuras superiores) estão no Paraíso; Otomão, Omar e Abacar (figuras inferiores) estão em primeiro plano

#### Histórico
Segundo a tradição do ramo radical dos primeiros xiitas, o imamismo repudiou os califados de Abacar, Omar e Otomão e manteve que o profeta nomeou Ali como seu uaci por designação (nass djali). A grande maioria dos companheiros apostataram por ignorarem essa designação. O imamato após Haçane e Huceine foi mantido entre os descendentes do último por designação de pai para filho até o Mádi. A sucessão do jovem de 7 anos Maomé Aljauade em 818 levantou a questão se a minoridade suspende ou restringe o imamato e como o imã recebeu seu conhecimento perfeito. A maioria acordou que um menor podia preencher todas as funções do imamato e que foi dotado por Alá com conhecimento integral em questões religiosas. A crise causada pela morte do décimo primeiro imã Haçane Alascari sem filho aparente foi resolvida pela afirmação da existência de um filho e a doutrina da ocultação (ghayba). O décimo segundo imã, embora em ocultação, continuou a viver na Terra e pôde cumprir as funções essenciais do imamato; foi identificado ao Mádi, cujo retorno antes do fim do mundo é esperado.
O imamismo reteve por completo seus conceitos clássicos de imamato em exposições posteriores do credo. No começo do século XIII, a doutro esotérica imamista foi amplamente elaborada, parcialmente sob influência do sufismo e ismaelismo. A eterna realidade do imamato, agora comumente chamado ualdia (waldya; qualidade de um muro, "amigo de Deus"), foi definida como o aspecto esotérico da profecia. O imã, portanto, era visto como o iniciador das verdades místicas em virtude da qualidade teofânica de sua natureza essencial, bem como por seu ensinamento expresso na logia transmitida dos imãs.

#### Doutrina
A doutrina imamita em seus conceitos básicos foi formulada no tempo do imã Jafar Alçadique (m. 748). O imamato, aqui elevado ao nível da profecia, se assenta na necessidade permanente da humanidade de líder infalível divinamente guiado e professor autoritativo da religião. A única diferença entre o profeta mensageiro (raçul) e o imã foi que o último não transmitia uma escritura divina. Ignorar ou desobedecer o imã divinamente investido era infidelidade do mesmo modo que com o profeta. A ideia de que o imã deve ser completamente imune (ma'sum) do pecado e erro era fundamente no pensamento imamita. No entanto, quando sua segurança ou de seus seguidores está em perigo, pode praticar a dissimulação (takiyya). Apesar de reconhecido como liderança política e autoridade religiosa, seu imamato não depende de seu governo ou qualquer tentativa de ganhá-lo.
O hádice autoritativo do imamismo implica que o mundo não pode existir em nenhum momento sem um huja (hudjdja, prova, garantidor = imã) de Alá e que só pode haver um imã por vez, embora há um imã silencioso (samit; seu sucessor) ao lado dele. Os imãs são referidos no Alcorão por termos como "luz de Deus", "testemunhas" Dele (shuhada) em meio a humanidade, "sinais" Dele (alamat), aqueles "firmes" (rasikhun) no conhecimento, etc. São os "vicegerentes" (culafas, khulafa) de Alá na Terra, as "portas" (abwab) através das quais aproxima-se dele, os herdeiros do conhecimento do profeta. São os únicos que têm conhecimento perfeito do Alcorão em seu significado exotérico (zahir) e esotérico (batin), receberam o "maior nome de Deus" (ism Allah al-a'azam) e herdaram os armamentos do profeta e os livros Sahifa, Diafr, Didmi'a e o musfiafe de Fátima contendo conhecimento secreto.
O conhecimento de cada imã é idêntico ao conhecimento do profeta. Embora não sejam dotados de uma faculdade nativa de conhecimento do escondido (ghayb), sabe "o que foi e o que será" e têm perfeito conhecimento de todos os ofícios e línguas. Deus, portanto, deu-lhes conhecimento de qualquer coisa que desejam saber. O imã recebe o conhecimento perfeito de seu predecessor no último momento da vida do último. Na Noite do Destino de cada ano o imã recebe os julgamentos de Deus acerca de cada evento do ano seguinte. O imã é falado (muhaddath) e informado (mufahham) por um anjo, mas diferente do raçul ele não o vê. O imã é dotado com espírito sagrado (ruh al-kuds). Os teólogos imamitas defendiam que o imamato é obrigatório em bases racionais; o estabelecimento de um imã é incumbência de Deus por virtude de sua benevolência (luff), não da humanidade; deve ser designado por Deus através do profeta ou outro imã; deve ser mais excelente do que todas as pessoas de seu tempo e ser capaz de realizar milagres; e pode interceder com Deus pelos pecadores entre seus seguidores.

### Ismaelismo

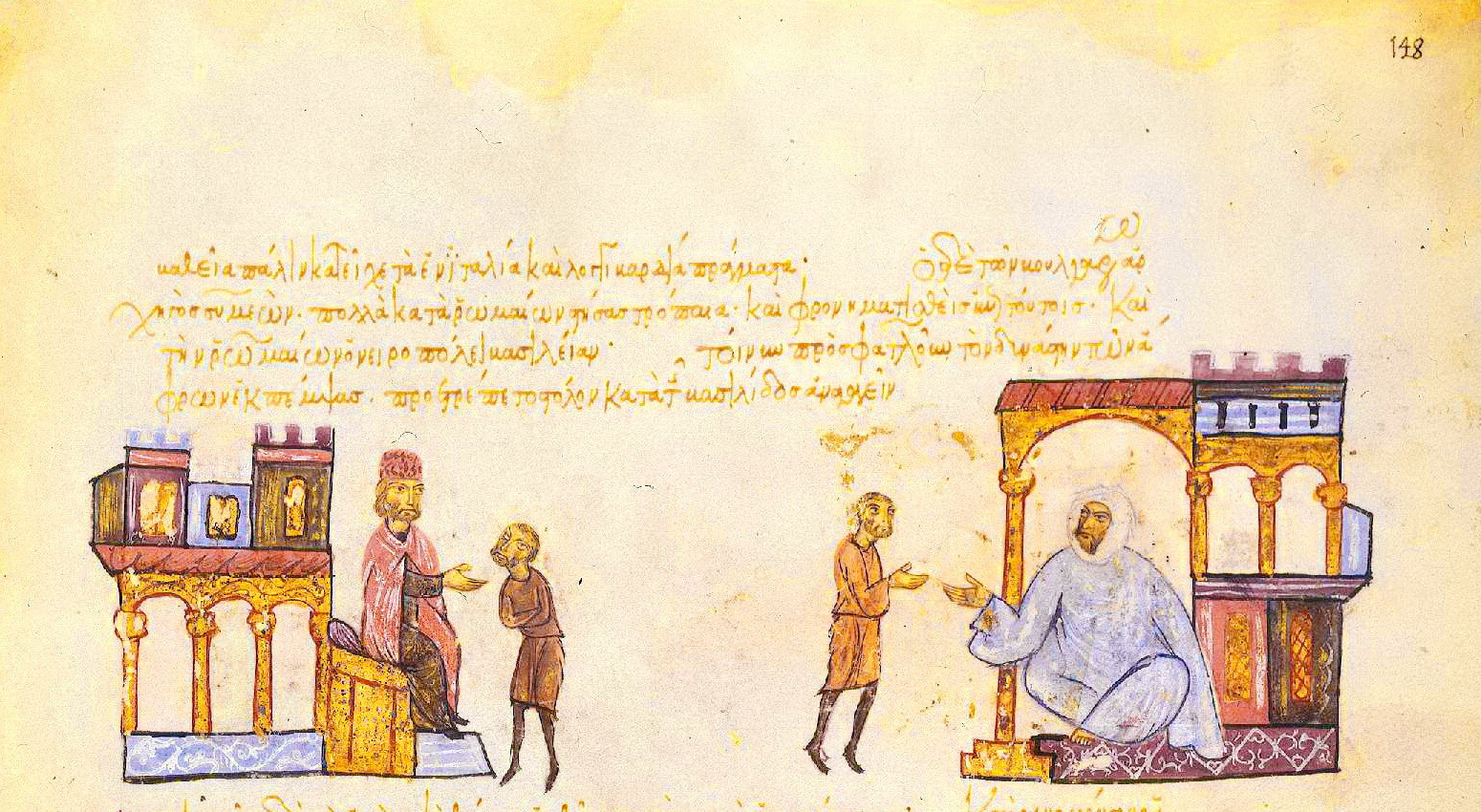
Enviados do cã consultam califa Abedalá Almadi Bilá r., fundador do Califado Fatímida

Califado Fatímida em seu zênite

O ismaelismo, nascido como um ramo do imamismo após a morte do imã Jafar, reteve os conceitos fundamentais da doutrina imamita sobre a necessidade permanente de um imã infalível e puro como líder religioso e político da humanidade. Com base nessas concepções, o ismaelismo precoce superimpôs uma visão cíclica da história. Para o ismaelismo, em cada era profética sete imãs seguem o profeta (natique, natik) e seu uaci ou asas, com o sétimo deles podendo ser elevado à função de profeta da era seguinte. Na sexta era, inaugurada por Maomé como profeta e Ali como asas, o sétimo imã foi Maomé ibne Ismail. Maomé ibne Ismail no ismaelismo pré-fatímida era esperado para retornar após o seu desaparecimento como o sétimo profeta, que foi identificado com o Alcaim ou Mádi, o que abriria a sétima era escatológica. Tal crença foi alterada na doutrina fatímida pelo reconhecimento dos fatímidas como imãs da sexta era, jogando as expectativas escatológicas para um futuro incerto.
O esforço para explicar a continuidade do imamato entre o sumiço de Maomé ibne Ismail e a ascensão do Califado Fatímida, comumente referido como tempo da "ocultação" (satr), o significado escatológico do sétimo imã, e irregularidades na sucessão dos califas fatímidas levou ao constante reajuste da doutrina. Desvios na descendência estritamente linear na sucessão do imamato foram frequentemente explicadas em termos de um imamato "depositário" (mustawda) que tinha que retornar à linha de imãs "permanente" (mustacar, mustakarr). Desse modo, Haçane às vezes foi considerado como imã depositário, pois o imamato foi conduzido entre os descendentes de Huceine, o imã mustacar. Essa teoria serviu, no entanto, mais como uma explicação das irregularidades da sucessão no passado do que como um padrão para o futuro. Na doutrina ismaelita esotérica, o imã representa um grau (hadd) na hierarquia religiosa abaixo do natique e o asas e acima do huja. O imã em seu tempo assume a função de natique ao expor e preservar o significado exotérico da lei revelada, enquanto seu huja sucede-o no papel do asas ao revelar sua interpretação esotérica (ta'wil). O imã como chefe da hierarquia em seu tempo também é o mediador entre o crente e os princípios do mundo espiritual.

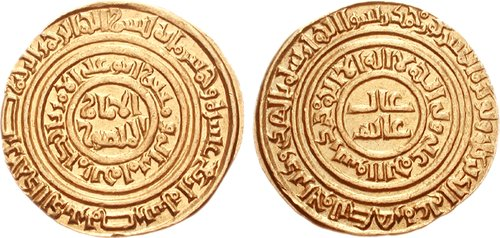
Dinar de Alamir Biacamilá r.

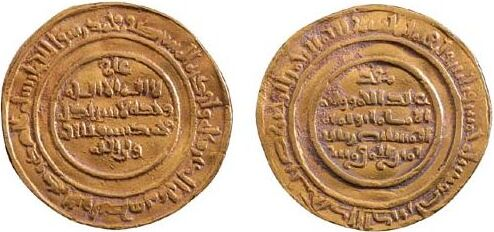
Dinar de Almostancir r.

Ele sobrevive ao Califado Fatímida em 2 ramos, cujo pensamento esotérico é grandemente diferente. O ismaelismo taibida reconhece Ataíbe, filho infante do califa Alamir Biacamilá (r. 1101–1130), como imã e nega sua morte. A doutrina taibida afirma que o imã Ataíbe, embora em ocultação (satr), está em contato com sua comunidade e especificamente rejeita a noção imamita do ghayba do imã. O imã oculto não é identificado com o Alcaim escatológico. Em sua doutrina escatológica discute em particular a natureza cosmológica e papel do imã. Sua natureza divina (lahut), como distinta de sua natureza humana (nasut), é vista como um templo de luz (haykal nurani). Após a morte (nakla) do imã a luz do templo, na qual as almas de seus seguidores estão guardadas, ascendem ao horizonte do décimo intelecto, o demiurgo, e toma seu lugar.
O ismaelismo nizarita, que cindiu do ismaelismo fatímida após o califa Almostancir (r. 1036–1094) ao reconhecer seu filho Nizar como imã, continuou a reconhecer uma linha de imãs atuais. Na elaboração da doutrina da ressurreição (kiyama), proclamada em 1164, o imã, revelador das verdades esotéricas, veio a ser classificado abaixo do natique, enunciador da lei. O imã em sua essência eterna foi definido como manifestação (mazhar) do mundo (kalima) ou comando (emir) de Deus, causa do mundo espiritual. O crente alcança seu nascimento espiritual, ou ressurreição, através do reconhecimento da essência do imã.

## Carijismo
A doutrina carijita mais radical atrelou a legitimidade do imã a sua justiça ('adl) de modo que qualquer inflação à lei divina fazia-o perder sua legitimidade e deveria ser removido, se necessário pela forma. O imã injusto e seus apoiantes são considerados infiéis, exceto se se arrependerem. Nessa lógica, Otomão e Ali são infiéis, embora seu imamato inicialmente começou legítimo. Qualquer muçulmano que não se dissociar deles (tabarra) compartilha seu estado de infidelidade de modo que, similarmente, qualquer muçulmano que não declara sua solidariedade (tawalla) aos imãs justos, como Abacar e Omar, é infiel. Pode haver apenas um imã por vez segundo a visão prevalente, embora alguns grupos dissidentes admitiram a legitimidade de mais de um imã coetâneo. As demais qualificações e funções do imã são substancialmente as mesmas do sunismo com especial ênfase sendo dada a sua austeridade moral bem como seu dever de "comandar o próprio e proibir o impróprio" e de liderar a jiade contra os muçulmanos não carijitas.

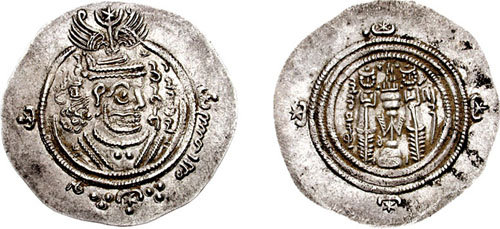
Dirrã árabo-sassânida com o nome de Alhajaje cunhado em 702/703

O estabelecimento de um imã é obrigatório segundo a doutrina comum, com apenas a seita dos najadates afirmando que os muçulmanos não eram obrigados a estabelecer um imã se agissem justamente entre si. O imã deve ser eleito e seu imamato é legalmente contratado através do juramento de fidelidade de dois muçulmanos justos. Apenas o mais excelente na comunidade é elevado ao imamato e por vezes os carijitas impuseram a condição (shart) de que seu imã deveria entregar sua posição se um candidato mais excelente aparecesse; tal imposição de condições aos imãs, entretanto, foi considerada ilegal por outros. A doutrina carijita por unanimidade rejeitou a prerrogativa coraixita ao imamato e manteve que qualquer muçulmano qualificado, mesmo que de origem escrava, seria elegível. Os seguidores de Xabibe ibne Iázide, ativo no tempo do governador do Iraque Alhajaje ibne Iúçufe (m. 714), excepcionalmente consideraram mulheres elegíveis ao imamato.
Das várias seitas carijitas apenas a doutrina do ibadismo pode ser estudada através de seus próprios escritos, porém um estudo sistemático das fontes ainda não foi realizado. No ibadismo, enquanto concordava com a doutrina carijita geral, reconheceu diferentes tipos de imãs que correspondiam aos quatro estados ou "caminhos" (masalik) nos quais a comunidade de verdadeiros crentes poderiam enfrentar o inimigo: o estado de manifestação (zuhur), quando a comunidade era forte o suficiente para superar o inimigo; o estado de defesa (difa), quando poderia meramente resistir a um poderoso inimigo; estado de auto-sacrifício (shira'), quando um pequeno grupo de crentes escolheu se erguer contra o inimigo em busca do martírio; e o estado de dissimulação (kitman), quando os crentes foram forçados a viver sob governo do inimigo e praticar a dissimulação. Somente o imã no estado de manifestação pode exercer todas as funções do imamato, como por exemplo executar punições legais, coletar o dízimo e a jizia dos não muçulmanos e distribuir butim. Ao mesmo tempo, em contraposição ao grupo dissidente calafita, a doutrina comum afirma que não pode haver mais de um imã do mesmo estado ao mesmo tempo.

## Outros usos
Paralelamente, a designação imã é usada frequentemente como título honorário para personalidades particularmente devotas ou instruídas em religião. Um exemplo foi o caso do famoso teólogo e jurista Aljuaini que recebeu o apelido imã Alharamaine (imam al-Haramayn), que significa "Chefe comunitário das cidades santas" (Meca e Medina).